# Brygada Landsturmu Buddenbrock
Brygada Landsturmu Buddenbrock (niem. Landsturm-Brigade Buddenbrock) – brygada niemieckiego pospolitego ruszenia Landsturm. 
Brała udział w działaniach zbrojnych frontu wschodniego I wojny światowej.
Wchodziła w skład Dywizji Mengesa (88 DP) w Korpusie Landsturmu Breslau. Przemianowana później na 176 Brygadę Piechoty.